# Jeff King
Jeffery Wayne "Jeff" King (19 de fevereiro de 1983) é um ex-jogador de futebol americano que jogava como Tight End. Ele jogou futebol americano universitário e basquete em Virginia Tech. Ele foi selecionado pelo Carolina Panthers na quinta rodada do Draft de 2006. King também jogou no Arizona Cardinals.
King atualmente é um olheiro do Chicago Bears.

## Escola

### Futebol
King foi classificado como o #3 tight end da Região do Atlântico. Ele terminou o seu quarto ano com 278 yards de recepção e oito touchdowns. Ele também registrou oito sacks jogando como Defensive End.
Ele estabeleceu um recorde de 101 blocks em uma temporada.
Ele teve 12 blocks, duas recepções para 30 jardas e um touchdown em um jogo de seu último ano.

### Basquete
Jeff King também foi um excelente jogador de basquete, que teve mais de 1.000 pontos e 1.000 rebotes durante a sua carreira. Ele tinha uma média de 25 pontos e 14 rebotes em sua última temporada.
Ele também foi um membro da National Honor Society.

## Carreira na Faculdade

### Calouro (2001)
King foi redshirt no seu primeiro ano, em 2001.

### Calouro (2002)
Em 2002, King jogou todos os 14 jogos de Virginia Tech, fazendo uma única recepção de 19 jardas para o touchdown contra o Arkansas State.
Ele também bloqueou um field goal contra Western Michigan.

### Segundo ano (2003)
Em 2003, King jogou em 13 jogos, com dois jogos como titular. Ele teve 6 recepções para 109 jardas e um touchdown.
Ele também bloqueou um field goal contra o Rutgers.

### Terceiro Ano (2004)
Em 2004, King tornou-se titular. Ele começou todos os 13 jogos, fazendo 25 recepções para 304 jardas e quatro touchdowns.

### Quarto Ano (2005)
Em 2005, ele foi titular em todos os 13 jogos. Ele teve 26 recepções para 292 jardas e seis touchdowns. Nessa temporada ele se tornou o primeiro jogador na história da escola a ter um touchdown em quatro jogos consecutivos.
Ele também bloqueou um field goal contra Georgia Tech que os Hokies retornaram para touchdown.

### Faculdade estatísticas
| Ano   | Equipa        | G  | Rec | Estaleiros | Y/R  | TD | GNL | FUM | PERDIDO |
| 2001  | Virginia Tech | -  | -   | -          | -    | -  | -   | -   | -       |
| 2002  | Virginia Tech | 14 | 1   | 19         | 19.0 | 1  | 19  | -   | -       |
| 2003  | Virginia Tech | 13 | 6   | 109        | 18.2 | 1  | 31  | -   | -       |
| 2004  | Virginia Tech | 13 | 25  | 304        | 12.2 | 4  | 35  | 0   | 0       |
| 2005  | Virginia Tech | 13 | 26  | 292        | 11.2 | 6  | 28  | 0   | 0       |
| Total | Total         | 58 | 724 | 12.5       | 11   | 35 | 0   | 0   |         |

## Carreira profissional

### 2006
King foi selecionado na quinta rodada do Draft de 2006. Ele disputou 12 jogos em sua temporada de estreia e marcou um touchdown em sua única recepção da temporada em um jogo contra o Atlanta Falcons.

### 2007
Em 2007, em seu primeiro ano como titular, King teve 46 recepções para 406 jardas e dois touchdowns.

### 2008
Com o retorno de Muhsin Muhammad para o Carolina Panthers, King mudou seu número de #87 para o #47. King registrou 21 recepções para 195 jardas e um touchdown, contra o Detroit Lions.
King também teve sua mais longa recepção em uma recepção de 31 jardas contra o Arizona Cardinals. 

### Arizona Cardinals
King assinou com o Arizona Cardinals, em 29 de julho de 2011.

## Estatísticas da carreira
| Ano   | Equipa   | G  | Rec | Estaleiros | Y/R | TD | GNL | FUM | PERDIDO |
| 2006  | Carolina | 12 | 1   | 1          | 1.0 | 1  | 1   | 0   | 0       |
| 2007  | Carolina | 16 | 46  | 406        | 8.8 | 2  | 29  | 2   | 1       |
| 2008  | Carolina | 16 | 21  | 195        | 9.3 | 1  | 31  | 0   | 0       |
| 2009  | Carolina | 16 | 25  | 200        | 8.0 | 3  | 32  | 1   | 0       |
| Total | Total    | 93 | 802 | 8.5        | 7   | 32 | 3   | 1   |         |

## Vida pessoal
King se graduou com uma licenciatura em finanças.
Ele e sua esposa Katie, que jogava vôlei em Virginia Tech, vivem em Chicago, com suas três filhas.